# Heuneburg
Heuneburg è una fortezza di collina preistorica situata nell'alto corso del Danubio. Si trova ad Hundersingen, nei pressi di Herbertingen, tra Ulma e Sigmaringen, nel Baden-Württemberg, in Germania. È considerato uno dei più importanti antichi centri celtici dell'Europa Centrale. Oltre alla cittadella fortificata, vi sono numerosi resti di insediamenti ed aree funerarie utilizzate per molti secoli.

## Posizione geografica
La cittadella fortificata misura circa 300 per 150 m. È strategicamente posta su una collina che si eleva per 40 metri dal Danubio, al centro di una fertile pianura, circondata da un paesaggio collinare.

## Storia archeologica

### Scoperta e ricognizione
Il sito fu notato la prima volta attorno al 1820. Nel 1882 Eduard Paulus ne riconobbe l'importanza identificandolo correttamente come fortificazione preistorica. Identificò erroneamente le basse fortificazioni come medievali. Alcuni dei vicini tumuli furono aperti nel XIX secolo.

### Gli scavi dagli anni venti agli anni sessanta
Gli sporadici scavi nella cittadella iniziarono negli anni venti. Negli anni trenta fu esaminato il tumulo Hohmichele. Un sistematico programma di scavi si svolse tra il 1950 ed il 1979, diretto in seguito da Adolf Rieth, Kurt Bittel, Egon Gersbach e Wolfgang Kimmig.

### Progetti attuali
Dal 2003 il tumulo Heuneburg è uno dei fulcri di una ricerca multi-disciplinare sugli antichi siti celtici. Lo studio è svolto dalla Deutsche Forschungsgemeinschaft. Nuovi scavi sono iniziati nel 2004.

## Storia dell'occupazione
Nonostante sia famoso soprattutto per essere un centro celtico del VII-V secolo a.C., il tumulo di Heuneburg fu utilizzato in numerosi altri periodi della sua storia.

### Età del bronzo
Il primo insediamento risale a metà dell'età del bronzo (XV-XII secolo a.C.). In quel periodo la pianura principale era fortificata con un fossato ed un muro in legno. L'insediamento fu abbandonato all'inizio del periodo della cultura dei campi di urne. Questo abbandono apparentemente non comportò una distruzione violenta. Durante il periodo della cultura delle urne, c'era un'area funeraria nel luogo in cui in seguito sorse il Südsiedlung.

### Età del ferro
La cittadella fu rioccupata e rifortificata attorno al 700 a.C. Le aree adiacenti furono occupate nello stesso periodo. Il complesso si sviluppò vivacemente e, dal 600 a.C., Heuneburg fu uno dei centri chiave di potere e commercio della Germania meridionale celtico-Halstatt. I principali cambiamenti della struttura interna avvennero in questo periodo. Prima del 500 a.C. il sito patì una dura distruzione, seguita da una seconda fioritura e da un'ulteriore distruzione nel V secolo a.C. Si crede che Heuneburg fu abbandonato a partire dal periodo La Tène, ma prove recenti non supportano totalmente questa ipotesi. L'unione di un sito fortificato, di sepolture elaborate, di produzioni artigianali specializzate e del commercio di beni di valore pongono Heuneburg in un ristretto gruppo di importanti siti celtici simili, i cosiddetti Fürstensitze.

### Medioevo
La posizione strategica di Heuneburg ha portato ad una certa attività nel Medioevo, nonostante non ci sia stata un'occupazione permanente in quel periodo.

## La cittadella celtica

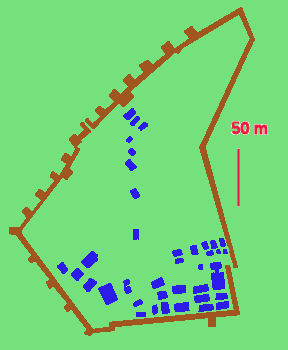
Mappa della cittadella, circondata dalle mura in fango dell 600 a.C. Le strutture interne (per quanto si sappia al momento) risalgono al 550 a.C. circa

La principale pianura ampia due ettari, situata 40 metri sopra al Danubio e naturalmente difendibile, era il centro di una fortificazione del periodo celtico. Misura solo 150 per 300 metri. A partire dal 700 a.C. fu il centro di un grande insediamento.

### Fasi
Il principale insediamento della cittadella subì numerose modifiche nel corso della sua esistenza. Dato che le case erano fatte di legno e intonaco, e le fortificazioni di legno e terra, andavano ricostruite spesso. Questo portò ad una dozzina di fasi identificabili di occupazione, per un totale di almeno 250 anni di attività.

### Fortificazioni
Il pianoro fu rifortificato a partire dal 700 a.C. circa. In origine prese la forma del classico muro celtico in legno e terra (murus gallicus), sostituito regolarmente.

#### Mura di mattoni di fango
Attorno al 600 a.C., queste mura furono rimpiazzate da una struttura senza paragoni nell'Europa celtica contemporanea. Fondamenta in calcare sostenevano un muro di mattoni di fango alto circa 4 metri, probabilmente sovrastato da un camminamento coperto che arrivava a 6 metri d'altezza. Il muro era rivestito di intonaco di calce, regolarmente rinnovato. Le torri uscivano lateralmente dalle mura. Doveva essere ben visibile in tutta l'area. Non si conoscono altre mura celtiche in mattoni di fango nell'Europa Centrale celtica del tempo. È generalmente accettato il fatto che questa struttura abbia come modello le contemporanee mura della Sicilia greco-fenicia. Le mura resistettero per circa 70 anni (molto più dei predecessori in legno e terra e dei successori che dovettero essere rinnovati frequentemente). Dopo la distruzione avvenuta attorno al 530 a.C., l'insediamento fu difeso da murus gallicus fino alla successiva distruzione del V secolo.

#### Porte
La fortificazione ha due porte monumentali, una ad ovest che fornisce l'accesso agli insediamenti esterni, ed una ad est, probabilmente una strada a gradini che portava al Danubio (e forse ad un porto).

### Architettura
La cittadella conteneva un regolare sistema di strade e case. Sembra che l'insediamento abbia subito una netta riorganizzazione dopo il 600 a.C., dopodiché le abitazioni furono più densamente e regolarmente disposte rispetto a prima. In tutti i periodi, le case di Heuneburg erano di dimensione e qualità ammirevole se paragonate agli insediamenti contemporanei. Gli edifici uniformi servivano probabilmente come abitazioni e negozi. Esistono le prove di un'attiva industria metallifera, che comprendeva la lavorazione del bronzo nell'angolo sud-orientale della cittadella. Dopo la distruzione delle mura in mattoni di fango del 530 a.C., la disposizione interna fu modificata. I negozi furono spostati a nord. Una grande casa (14 per 30 metri) fu costruita nell'angolo sud-orientale. Questa viene a volte definita Herrenhaus, ovvero l'abitazione di un capo locale.

### Ritrovamenti
Heuneburg ha permesso numerosi ritrovamenti che dimostrano quanto fosse un sito molto ricco, essendo sia un centro locale di produzione che una base per il commercio su lunghe distanze. Tra i ritrovamenti c'è un intero laboratorio di lavorazione del bronzo, alcuni vasi greci (i frammenti ritrovati servono per ricostruire circa una dozzina di vasi, una cifra notevole se paragonata a quella di altri siti contemporanei), ed altri materiali grezzi come stagno ed ambra. Molti materiali esotici sono stati datati a dopo il 530 a.C. Vi era anche una tradizione locale di produzione di ceramiche dipinte e decorate (incise o stampate).

## Insediamenti esterni alla cittadella

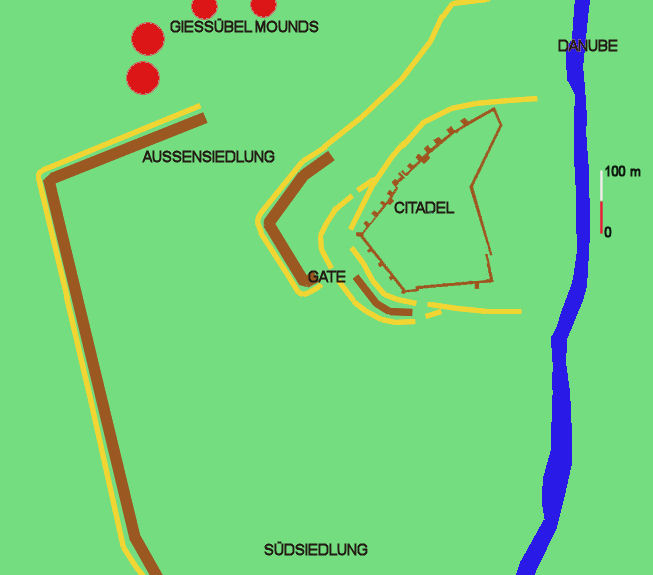
Mappa di Heuneburg e dei dintorni. Le mura sono segnate in marrone, i fossati in giallo. Il tracciato delle difese è parzialmente ipotetico

Lavori recenti ad Heuneburg e nei dintorni hanno prodotto informazioni riguardo l'intera estensione dell'insediamento. Ora sembra che la cittadella fosse solo una piccola, anche se focale, parte dell'intero complesso.

### L'Aussensiedlung
L'Aussensiedlung (tedesco per "insediamento esterno") si trovava più a valle, immediatamente ad ovest ed a nord-ovest della cittadella. Fu probabilmente occupato a partire dal VII secolo (periodo Hallstatt) al V secolo a.C. Sembra esser esistito come insediamento fortificato separatamente. L'Aussensiedlung copre fino a 100 ettari, molto più della sola cittadella. Sembra essere stato composto da lotti separati da palizzate o steccati, ognuno dei quali conteneva un'abitazione principale, aree di immagazzinamento e terreni per i campi. È stato ipotizzato che ogni lotto fungesse da fattoria a sé stante, che dava sostentamento ad una famiglia estesa.
Solo per Aussensiedlung è stata stimata una popolazione di circa 5000/10000 individui. Bisognerebbe notare che l'area compresa potrebbe non essere stata sufficiente per dare sostentamento all'intera popolazione. I tumuli Giessübel sono stati eretti sulla cima della restante parte dell'Aussensiedlung.

### IlSüdsiedlung
Il Südsiedlung ("insediamento meridionale"), posto a sud, sembra molto simile all'Aussensiedlung per carattere e cronologia, e potrebbe esserne stato contiguo.

### Vorwerke(fortificazioni basse)
Le enormi fortificazioni riconosciute nel XIX secolo, erroneamente identificate al tempo come medievali, fanno parte del complesso celtico. Sono state parzialmente cancellate dall'erosione e del saccheggio. Un triplo sistema di molte centinaia di terrapieni e fossati conteneva e suddivideva il terreno più basso situato subito ad ovest di Heuneburg. Dal momento che copre parzialmente le case di Aussensiedlung, le mura devono essere state erette in una fase successiva. Ora le mura sono alte 6 metri, mentre originariamente i fossati erano profondi 7 metri.

#### La porta
Recenti scavi hanno portato alla luce una spettacolare porta monumentale nelle mura occidentali. Misurano 8 per 12 metri. Queste mura hanno un nucleo di calcare posto in un guscio di argilla e malta, ed erano ricoperte su ogni lato da pietre calcaree. Come le mura in mattoni di fango della cittadella, questa caratteristica è eccezionale nel mondo celtico, e somiglia alle contemporanee architetture del mediterraneo.

## Cimiteri celtici

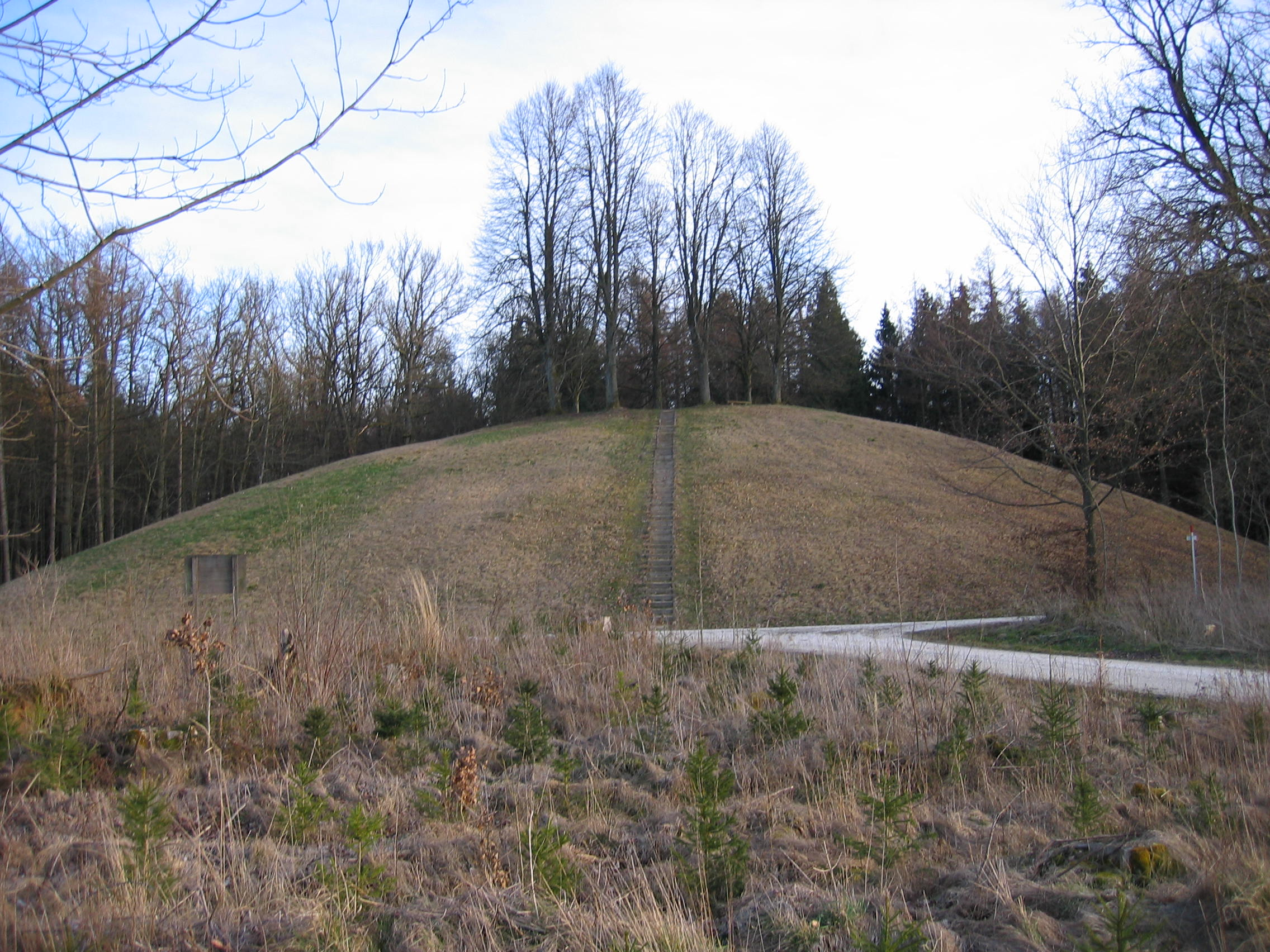
Tumulo Hohmichele

Molte aree funerarie circondano Heuneburg. Sono composte da gruppi di tumuli in terra. Oltre 50 di questi monumenti sono stati riconosciuti nella zona, ma non tutti sono stati scavati. Alcuni vengono datati al periodo Hallstatt, ma sono probabilmente del periodo La Tène. La relazione tra importanti siti fortificati ed elaborate strutture funerarie è nota anche in altri siti celtici come l'oppidum e le tombe di Glauberg, la tomba di Hochdorf nei pressi dell'insediamento di Hohenasperg e la tomba di Vix vicino a Mont Lassois.

### Giessübel
Il cimitero di Giessübel si trova 500 metri a nord-ovest di Heuneburg. Fu costruito sopra all'allora abbandonata parte occidentale di Aussensiedlung. Nel XIX secolo rimanevano quattro tumuli, ognuno di circa 50 metri di diametro e 7 di altezza. I primi scavi furono svolti nel XIX secolo (tumuli 2 e 3), ma opere più sistematiche si svolsero tra gli anni cinquanta e gli anni ottanta del XX secolo.

#### Tomba 1
Questo tumulo contiene una camera rettangolare in legno (3,5 per 5,5 metri). Il suo principale occupante era un uomo di circa 50 anni. Vi sono anche i resti di due donne. Il sepolcro è stato saccheggiato da tombaroli nell'antichità, ma nonostante questo sono state ritrovate le armi, accessori per abbigliamento in oro e bronzo, ed alcune placche d'ambra che un tempo ornavano probabilmente un kline (divano) importato dal Mediterraneo. Altri 20 sepolcri furono in seguito posti al suo interno o nello stesso tumulo.

#### Tomba 4
La tomba 4, anch'essa saccheggiata, conteneva un solo individuo, accompagnato dai resti di ornamenti in metallo provenienti da un carro in legno.

### Hohmichele
Un gruppo, o necropoli, di tumuli funerari, il cosiddetto "Gruppo Hohmichele", si trova 3,5 km ad ovest di Heuneburg. È composto da almeno 36 tumuli funerari. Il gruppo prende il nome dal più grande dei tumuli, l'Hohmichele. Si trova nei pressi di Altheim (circondario di Biberach). Molti tumuli non sono più visibili, a causa dell'erosione e dei saccheggi. I circa 14 che restano si trovano nella foresta.

#### Scavi
Il primo scavo del tumulo Hohmichele risale al 1936-1938, diretto da Gustav Riek che faceva parte del programma di ricerca dell'SS-Ahnenerbe. Solo circa un terzo dei tumuli fu rimosso durante questo progetto, e la camera funeraria centrale fu localizzata. Dopo la guerra, tra il 1954 ed il 1956, Siegwalt Schiek organizzò ulteriori scavi.

#### Tumulo Hohmichele
Con un diametro di 85 metri ed un'altezza di oltre 13 metri, il tumulo Hohmichele è uno dei più grandi tumuli celtici d'Europa. Gli scavi si sono concentrati soprattutto sulle porzioni centrale ed orientale. Il tumulo fu utilizzato dalla fine del VII secolo alla fine del VI secolo a.C. Tredici sepolture furono localizzate nel tumulo, molte delle quali accompagnate da offerte votive. Il tumulo fu riportato alle dimensioni originali nel 1960. Oggi è visibile sotto forma di collinetta coperta da vegetazione in una piccola foresta disboscata. Sulla sua sommità si trova una moderna lapide commemorativa per la guerra.

#### Tomba I
Il centro del tumulo conteneva una camera in legno di quercia (Tomba I), costruita su quello che un tempo era il livello del suolo. Misurava 5,7 per 3,5 metri, ed era alta circa un metro. Questa tomba, che conteneva un uomo ed una donna, era già stata saccheggiata poco dopo il resto del sito. Tra gli oggetti rimasti vi sono finimenti per cavalli, circa 600 perle di vetro provenienti da una collana, pezzi d'ambra e fili d'oro che in origine facevano parte di un tessuto simile ad un broccato. Il pavimento era coperto di pelli di mucca. Un tumulo centrale, alto 5 metri e con un diametro di 40 metri, copriva questa camera.

#### Tomba VI
Dodici metri a sud-est della camera centrale, e circa 2,2 metri sopra al vecchio livello del suolo, si trova una camera in legno non saccheggiata (tomba VI). Misurava 3 per 2,4 metri ed era alta 1 metro. Anche questa tomba conteneva un uomo ed una donna. Tra il loro equipaggiamento si trovava un carro a quattro ruote con i finimenti per due cavalli, stoviglie in bronzo, una faretra con 51 teste di freccia in ferro, un coltello di ferro e molte perline di vetro e ambra (provenienti da collari), tra cui 2300 perline di vetro verde. La donna si trovava nel carro, l'uomo sul suolo. Le stoviglie in bronzo si trovavano vicino ai loro piedi ed alle teste. Vi erano anche resti di tessuti ricamati.

#### Tomba IX
La tomba IX, una cosiddetta tomba pira, si trovava un metro sotto la tomba VI. Il suo occupante era una donna di età compresa tra i 18 ed i 30 anni, accompagnata da 2 bracciali in bronzo ed oltre 20 stoviglie in ceramica con incise e stampate decorazioni e pitture rosse.

#### Altre tombe
Altre sei tombe (II-V, VII, VIII) erano inumazioni. Ventidue pire ritrovate nel tumulo erano probabilmente connesse al culto. Alcune, o anche tutte, potrebbero essere state pire funerarie.

## Interpretazione e significato

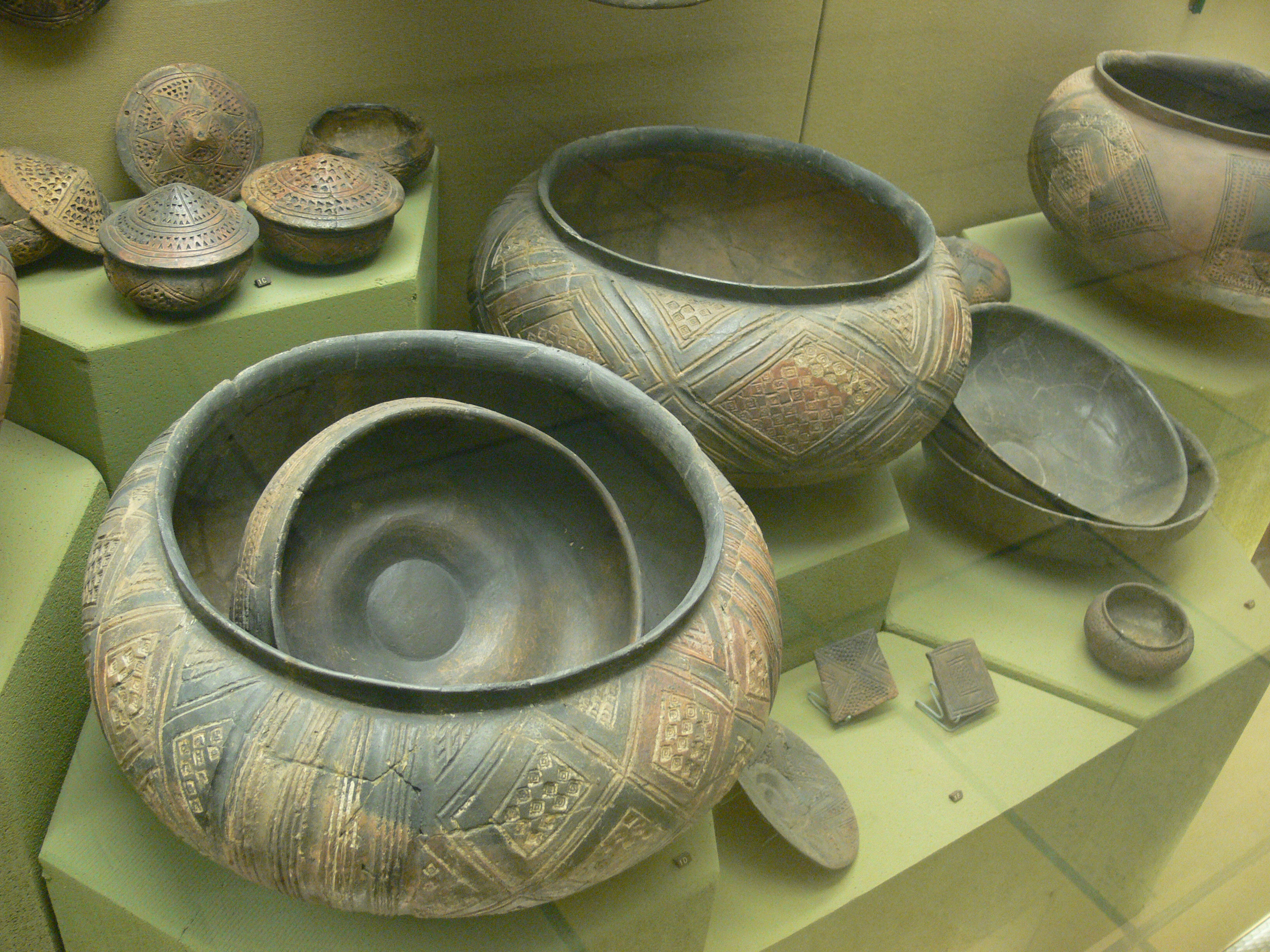
Stoviglie celtiche provenienti dal tumulo Hohmichele in mostra a Stoccarda

Non ci può essere dubbio sul fatto che Heuneburg ed i monumenti associati siano uno dei più importanti antichi centri celtici dell'età del ferro in Europa Centrale. È anche chiaro che il sito dovrebbe essere visto in un contesto con altri importanti centri del tempo, i cosiddetti Fürstensitze (tedesco per "scranni principeschi").

### Sviluppo socioeconomico
L'insediamento Heuneburg riflette importanti sviluppi nell'antica Europa celtica. Sembra che dopo il 700 a.C., in alcune regioni, la ricchezza e la popolazione si siano concentrate in aree relativamente piccole. Fu uno sviluppo che si accelerò dopo il 600 a.C.
Una differenziazione di crescita in termini di ricchezza, che è visibile negli insediamenti ma soprattutto nelle tombe, indica lo sviluppo di gerarchie sociali. Questo è dimostrato dalla scoperta nel 2005 della tomba di un bambino di 2 anni, nei pressi di Heuneburg, accompagnato da gioielleria importata di arte greca. È chiaro che un bimbo così piccolo non poteva averli guadagnati, per cui doveva essere nato ricco. C'è probabilmente anche un elemento di centralizzazione politica in questo processo. Il fatto che Heuneburg e Aussensiedlung non potevano produrre abbastanza cibo per la popolazione residente, implica abbastanza chiaramente che erano in grado di ricevere il supporto di un'area maggiore. La specializzazione sociale e professionale che si andava sviluppando portò allo sviluppo di lavori specializzati, forse anche di quartieri di artigiani che non producevano solo quanto serviva localmente.

#### Il termineFürstensitz
Il termine tradizionale Fürstensitz ("scranno principesco") per descriverlo è stato recentemente criticato, soprattutto dall'archeologo Manfred Eggert (Università di Tubinga). Si potrebbe sostenere che la frase implichi un'interpretazione potenzialmente fuorviante delle strutture di potere.

### Interazione con altri siti
Molti altri siti sorsero sulle colline circostanti contemporaneamente ad Heuneburg, nel 700 a.C. circa. Inizialmente, erano simili per dimensione e popolazione. Sorprendentemente, molti di loro furono abbandonati attorno al 600 a.C., ovvero quando l'insediamento di Heuneburg fu riorganizzato. È possibile che Heuneburg divenne tanto potente da attrarre popolazione dagli altri siti. A lungo è stato ipotizzato che l'insediamento di Hohenasperg, circa 100 km a nord di Heuneburg, fu in qualche modo coinvolto nella distruzione di Heuneburg dopo il 500 a.C., e che approfittò della sua scomparsa. Non esistono prove certe di questa interpretazione, soprattutto perché il fatto che Heuneburg sia stato abbandonato è dubbio.

### Distruzioni, abbandono e continuità
L'ipotesi tradizionale che le due principali distruzioni della cittadella siano il risultato di una distruzione violenta, e che Heuneburg fu abbandonata dopo la seconda distruzione nella lotta di potere con Honenasperg, ha recentemente perso consensi. Resta probabile che le mura di mattoni di fango siano state distrutte violentemente, ma non ci sono prove che si tratti del risultato di una guerra esterna o di difficoltà interne. L'economia nuovamente fiorente dopo questo evento potrebbe far pensare ad una distruzione del sito su larga scala.
La seconda distruzione, nel V secolo a.C., è ancora più problematica. È stato ipotizzato che il fuoco o i fuochi possano essere stati accidentali. È anche importante notare che nonostante il pianoro di Heuneburg sia stato abbandonato in questo periodo, come Aussensiedlung, gli insediamenti più piccoli si svilupparono nell'area circostante e l'attività funeraria proseguì. Forse queste cose fanno ipotizzare un cambio del focus dell'attività locale, possibilmente legato ai cambiamenti sociopolitici del tempo.

### Clima
È stato anche ipotizzato che la fiorente attività della cultura celtica tra il VII ed il V secolo a.C. sia legata alla fase calda che coincise con quel periodo. Un clima più mite potrebbe aver permesso un'agricoltura più fiorente, che avrebbe potuto, a sua volta, aver permesso una popolazione più numerosa e quindi lo sviluppo di specializzazioni politiche, sociali ed artigianali. La fine di questo periodo mite avrebbe portato a perdite della popolazione ed al collasso dei sistemi economici costituiti. L'abbandono di centri quali Heuneburg, ma anche le migrazioni celtiche del IV secolo, potrebbero essere legate a questo fatto.

### Il commercio ed i contatti col mondo classico
L'importanza di Heuneburg, come quella di altri centri contemporanei, è molto legata alla sua posizione rispetto a molte importanti rotte commerciali. Posta subito a nord delle Alpi e sul Danubio, il sito aveva accesso alle importanti rotte che attraversavano le montagne dall'Italia e dalla Francia meridionale (soprattutto dalla colonia greca di Marsiglia) e, via fiume, da Balcani e mar Nero. Fu coinvolto nel commercio a lungo raggio tra nord e sud Europa, gestendo anche beni di lusso (come quelli rinvenuti nei tumuli funerari) e probabilmente vino dal sud, ed ambra, metalli e beni deperibili come cuoio e pelli dal nord.
L'influenza mediterranea (greca/fenicia della Sicilia) su Heuneburg è fortemente presente nelle fortificazioni in mattoni di fango, e nelle mura in pietra scoperte più recentemente.

### Pyrene?
A metà del V secolo a.C., lo storico greco Erodoto (Libro 2.33) fece un breve accenno ad una città celtica chiamata dai greci "Pyrene": "L'Ister scorre dalla terra dei Celti e dalla città di Pyrene fino al centro dell'Europa...". Dato che Heuneburg è approssimativamente alla posizione corretta ,e che al tempo era un centro importante, è possibile che si tratti dello stesso insediamento.

## Musei
L'Heuneburgmuseum si trova nel fienile ristrutturato del vecchio monastero di Heiligkreuztal a Hundersingen. La mostra spiega l'importanza del sito ed esibisce alcuni degli originali reperti rinvenuti nel sito e nei vicini centri funerari.
Alcuni anni fa è stato costruito un museo all'aria aperta proprio ad Heuneburg. Comprende numerose case ricostruite ed una parte del muro in mattoni di fango. Alcuni reperti della tomba di Hohmichele sono parzialmente esposti presso il museo statale di Württemberg (Stoccarda).